# USS Prince William (CVE-31)
USS Prince William (CVE-31) («Принц Уильям») — американский эскортный авианосец типа «Боуг» времён Второй мировой войны. Заложен 18 мая 1942 года на верфи Seattle-Tacoma как AVG-31, позже переклассифицирован в ACV-31. Вошёл в состав флота 9 апреля 1943 года.

## Служба
После вступления в строй использовался для транспортировки самолётов на Тихоокеанском театре военных действий. 15 июля 1943 года был переклассифицирован как CVE-31, после использовался для снабжения гарнизонов на островах тихого океана, таких как Новая Каледония, Самоа, Остров Кантона и других, занимаясь этим до весны 1944 года.
Весной 1944 года некоторое время использовался для тренировки пилотов, базируясь на Сан-Диего, после чего снова вернулся к задачам транспорта. 7 мая 1944 года прибыл в Таунсвилл, Австралия. После возвращения в Сан-Диего вошёл в состав Атлантического флота.
21 июня 1944 года «Принц Уильям» выгрузил самолёты и другой груз в Порт Эверглейдс, Флорида, после чего ушёл на военно-морскую базу в Норфолке, где на авианосец было установлено новое навигационное оборудование.
После выхода с верфи использовался для тренировок пилотов в Чесапикском заливе, 24 августа был направлен в Касабланку с самолётами на борту. На обратном пути принял на борт поврежденные авиационные двигатели и комплектующие, 26 сентября 1944 года вернулся в Норфолк.
Далее до 26 января 1945 года использовался для тренировки пилотов в заливе Наррагансетт, после чего направлен в Ки-Уэст во Флориде. Там продолжил использоваться для тренировок экипажей самолётов до тех пор, пока 2 июня 1945 года не прошёл Панамским каналом, чтобы 8 июня вновь присоединиться к Тихоокеанскому флоту.
До капитуляции Японии использовался для транспортировки людей и грузов между западным побережьем США и Гавайями.
С сентября 1945 года использовался в операции «Волшебный ковёр» по возвращению гарнизонов и оборудования на родину. После переведен в Атлантический резервный флот и выведен из состава флота 29 августа 1946 года.
Бывший авианосец «Принц Вильям» был продан в Японию для разделки и разрезан на металл в марте 1961 года.